# Забриски-Пойнт (местность)
Забри́ски-Пойнт (англ. Zabriskie Point) является частью хребта Амаргоса, расположенного к востоку от Долины Смерти в Национальном парке Долины Смерти в Калифорнии, США. Холмы местности состоят из отложений, сформированных на дне озера, которое высохло 5 миллионов лет назад — задолго до того, как появилась Долина Смерти. Местность привлекает туристов своим отличительным эрозионным ландшафтом и разнообразием оттенков.

## Название
Место было названо в честь американского бизнесмена польского происхождения Кристиана Бреворта Забриски, вице-президента и генерального менеджера компании Pacific Coast Borax. В начале XX века компания проводила работы по добыче буры в Долине Смерти. Упряжки из двадцати мулов, прикреплённые к большим вагонам, переправляли буру из шахт в Долине Смерти через пустыню Мохаве до ближайшей железной дороги, находящейся в 165 милях (275 км) от шахт.

## Геология
За миллионы лет до фактического затопления и расширения Долины Смерти, а также до существования озера Мэнли (англ. Lake Manly), другое озеро занимало большую часть Долины Смерти, включая местность Забриски-Пойнт. Это древнее озеро начало формироваться примерно девять миллионов лет назад. В течение нескольких миллионов лет существования озера осадки собирались на дне в виде солевой грязи, гравия, образовавшегося в результате естественного разрушения близлежащих гор, и вулканического пепла от активного в то время вулканического поля Чёрных Гор (англ. The Black Mountains). Климат местности, где располагалось озеро, был сухим, но не настолько сухим, как в настоящее время. Верблюды, мастодонты, лошади, плотоядные животные и птицы оставляли следы в грязи на берегу озера, вместе с ископаемыми травами и тростниками. Бораты, которые составляли большую часть исторического прошлого Долины Смерти, формировались в озёрных водах из вод термальных источников и изменений риолита в близлежащем вулканическом поле. Выветривание и термальные воды также участвовали в формировании разнообразия цветов местности.

Панорамный вид

Постепенно климат местности становился всё более засушливым, что привело к полному высыханию озера и созданию сухого озера. Последующее расширение и осадка Долины Смерти, а также поднятие сегодняшних Чёрных Гор привели к наклону местности, что повлекло эрозию, породившую бесплодные земли, которые мы видим сегодня.

## Забриски-Пойнт в культуре
«Забриски-пойнт» — также название фильма 1970 года итальянского режиссёра Микеланджело Антониони, саундтрек к которому был написан британской группой Pink Floyd и музыкантом Джерри Гарсия.
Эта местность занимает видное место на обложке альбома The Joshua Tree ирландской рок-группы U2.
Местность использовалась в сценах фильма «Робинзон Крузо на Марсе» для имитации марсианского пейзажа.
Забриски-пойнт посещает Мишель Фуко во время одного из своих визитов в США. Поездка подробно описана в книге Симеона Уэйда «Мишель Фуко в Долине Смерти».